# OECURA MAMBO/私マンボー
「OECURA MAMBO/私マンボー」（オイクラマンボ/わたしマンボー）は、初代・恵比寿マスカッツの2枚目のシングル。

## 概要
- type A、B、Cの3形態でのリリース。

## 収録曲
作詞・Maccoi、作曲・Jam&Lice
1. OECURA MAMBO［3:51］
2. 私マンボー ［4:23］
3. otsukare mambo(type A・teamマver)［3:48］
四期生
ohisashi mambo(type B・teamンver）［3:48］
安藤あいか、桜木凛、希崎ジェシカ、かすみ果穂
osagari mambo(type C・teamボver)［3:48］
西野翔、初音みのり、小川あさ美、かすみりさ